# Copermio
Copermio (Cupermi in dialetto parmigiano) è una località della Bassa parmense, situata nel comune di Colorno.

## Origini del nome
Il toponimo Copermio deriva da Caput Parmae nome che testimonia lo sbocco del torrente Parma nel fiume Po nei pressi del paese.

## Geografia fisica
Il paese si snoda lungo il corso del torrente Parma che lo divide in Copermio a Mane e Copermio a Sera ed è ubicato tra gli abitati di Colorno e di Mezzano Superiore.

## Storia
La zona era abitata già in epoca romana come testimoniano alcune suppellettili rinvenute nel territorio.
L’abitato di Copermio si sviluppa tra il IX e il X secolo presso la foce del torrente Parma nel fiume Po, nasce come porto per il commercio con la sponda lombarda.
La presenza di un approdo ubicato al posto dell'attuale Ponte Albertelli è documentata a partire dal 1096.
L'utilizzo del porto di Copermio viene interdetto da Matilde di Canossa durante le lotte per le investiture e dai conflitti che interessarono l'area di Colorno tra il XI e il XIII secolo. L'approdo torna nuovamente operativo nel 1114. Tuttavia negli anni successivi il porto venne nuovamente bloccato fino a quando nel 1220 il comune di Parma si accordò col vescovo di Parma Martino: quest'ultimo manteneva il territorio sotto la propria giurisdizione mentre il comune otteneva il diritto di tenere un presidio militare nel territorio. In virtù di questo diritto la città di Parma nel 1283 fece edificare due torri presso la foce del torrente per poterne bloccare la risalita alle imbarcazioni nemiche. La presenza di tali edifici è attestata anche da un documento del 1347. Oggi non è rimasta alcuna traccia di queste costruzioni ma un analogo edificio è visibile a Coenzo dove due torri gemelle svolgevano la medesima funzione alla confluenza del torrente Enza. Nel frattempo a Copermio vennero realizzate prima una cappella e poi una chiesa.
Durante i secoli il corso del fiume Po si spostò progressivamente verso nord e con esso anche la foce della Parma. Coltaro (Caput Tari), Copermio (Caput Parmae) e Coenzo (Caput Entiae), tutti paesi il cui toponimo indicava lo sbocco di un corso d'acqua in Po, oggi distano alcuni chilometri dal fiume.
Un'altra prova della antica vicinanza del Po è la presenza al termine del paese dell'Argine di Sant'Antonio un tempo argine maestro del fiume.
Nel 1579 si verificarono delle controversie per lo sfruttamento di un’isola da poco formatasi alla foce del torrente Parma tra le comunità di Mezzano Superiore, Copermio e Fossacaprara. Altre dispute avverranno nel 1598 aventi come oggetto sempre la gestione di nuove isole. Questo tipo di controversie furono frequenti e oltre al possesso di nuove terre potevano anche riguardare i diritti per la pesca o la gestione dei porti fluviali.
In epoca napoelonica il paese venne aggregato all’attuale comune di Mezzani assumendo la denominazione di Comune di Copermio. Nel 1815 Copermio passò a Colorno e il comune mutò il nome in Mezzani.

## Monumenti e luoghi d'interesse

### Chiesa di San Pietro

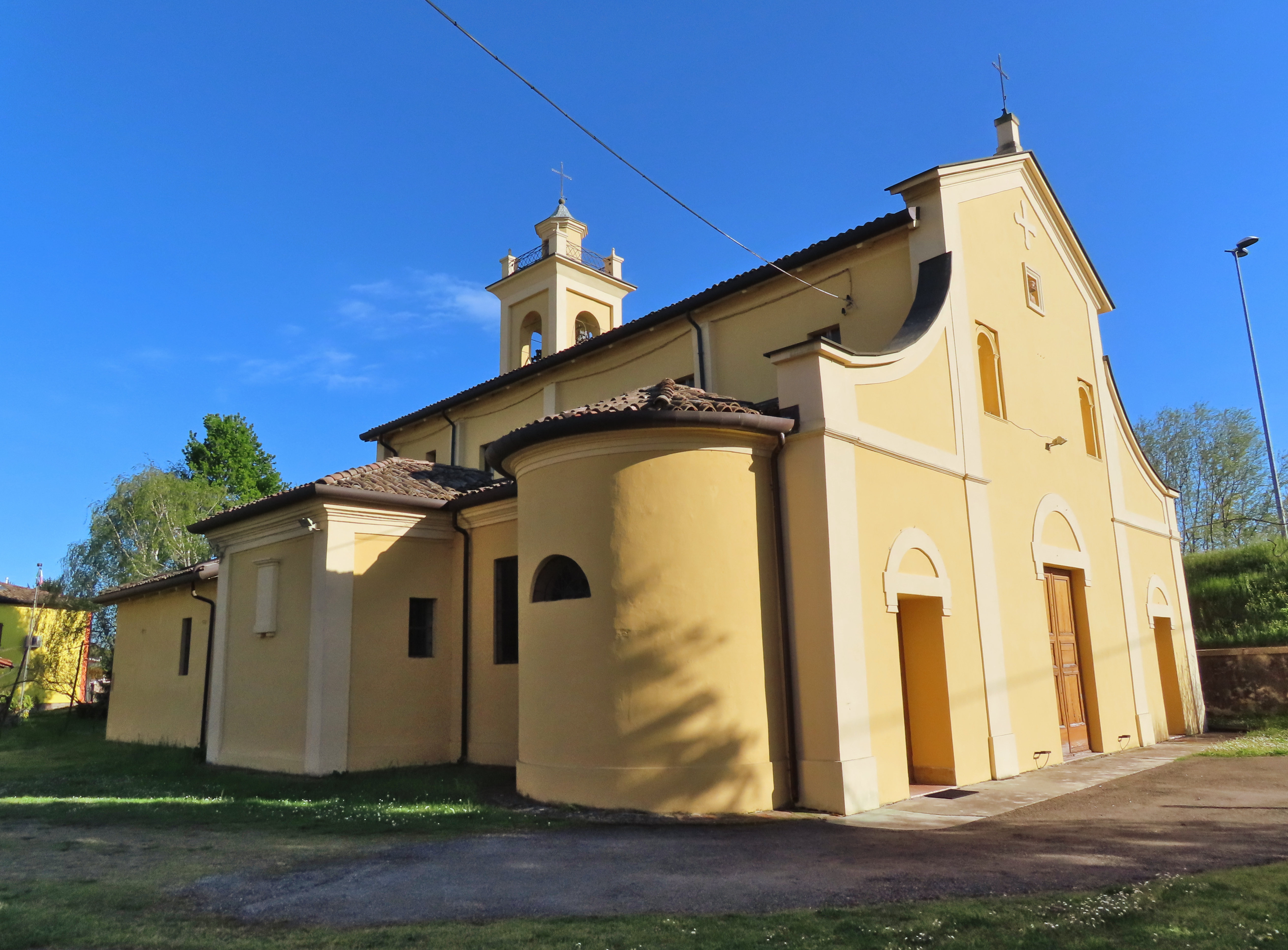
Chiesa di San Pietro Apostolo

La parrocchiale di Copermio, venne edificata nel 1525 sulle fondamenta di una preesistente cappella già documentata a partire dal 1230. L'attuale configurazione dell'edificio risale al 1685.

### Oratorio della Beata Vergine del Buon Cuore

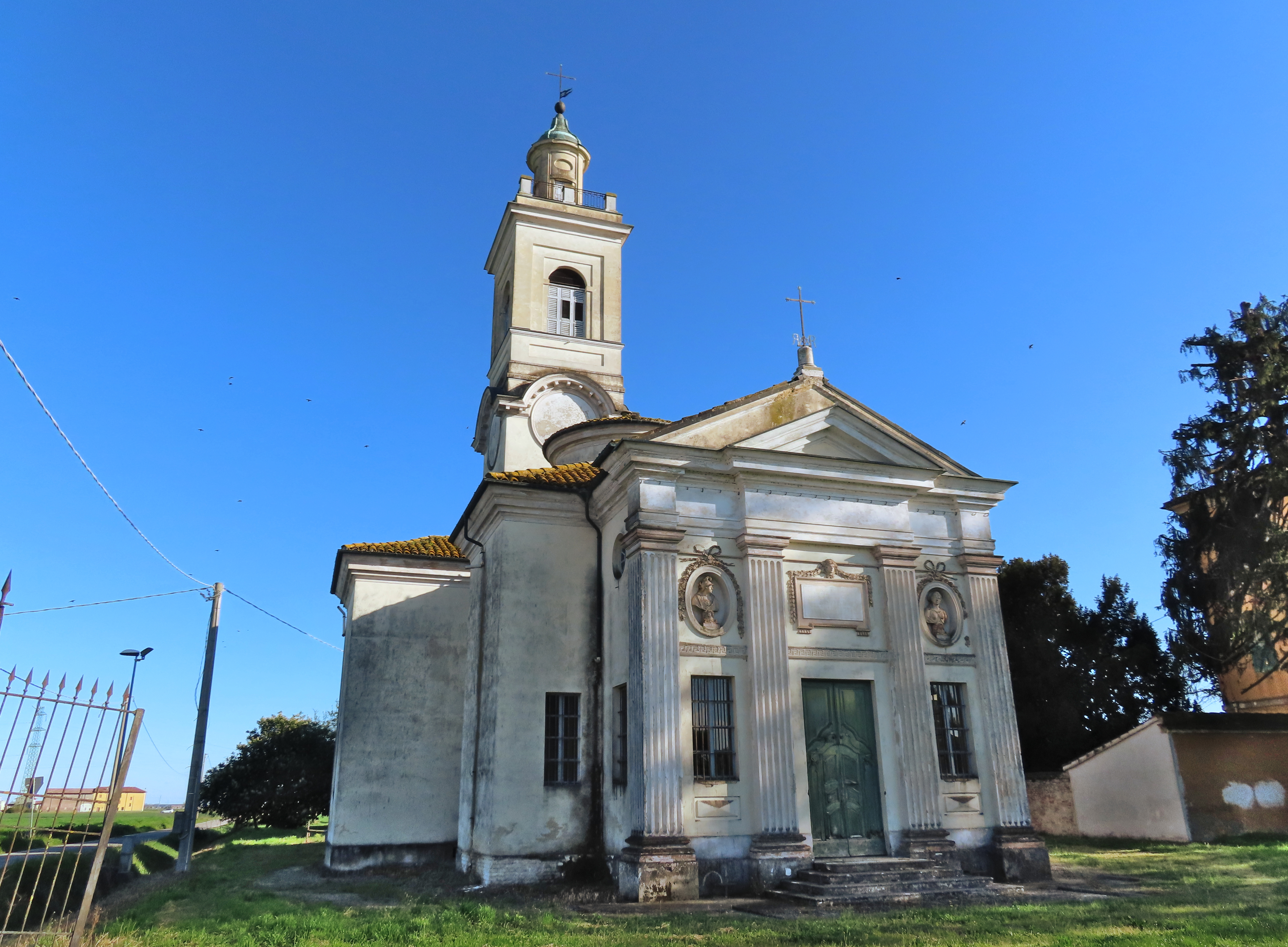
Oratorio della Beata Vergine del Buon Cuore

Costruito tra il 1771 e il 1772 unitamente all'adiacente Real casino per volere del duca Ferdinando di Borbone, l'oratorio, progettato dall'architetto Pietro Cugini, fu ceduto nel 1773 al consorzio dei Vivi e dei Morti di Parma; internamente risistemato nel 1841, fu completamente restaurato intorno al 2000. Il piccolo edificio neoclassico, sviluppato su una pianta a navata unica affiancata da una cappella e una sagrestia per lato, presenta una facciata tripartita da lesene doriche e coronata da un doppio frontone triangolare; sul retro, prospetticamente in asse col luogo di culto, si ergono l'alto campanile e la canonica; all'interno l'aula è ornata con dipinti a tempera del 1841, che probabilmente ricoprono gli affreschi originari eseguiti da Gaetano Ghidetti e Antonio Bresciani; il presbiterio è coronato da una cupola su pennacchi, riccamente decorata con sculture in stucco realizzate da Giuseppe Sbravati; le cappelle e la zona absidale accolgono varie opere di pregio, tra cui due statue scolpite da Laurent Guyard, due pale di Giuseppe Peroni e Pietro Melchiorre Ferrari, numerosi arredi lignei intagliati da Ignazio Marchetti e un organo del 1773 di Giovanni Cavalletti.

### Villa Grasselli

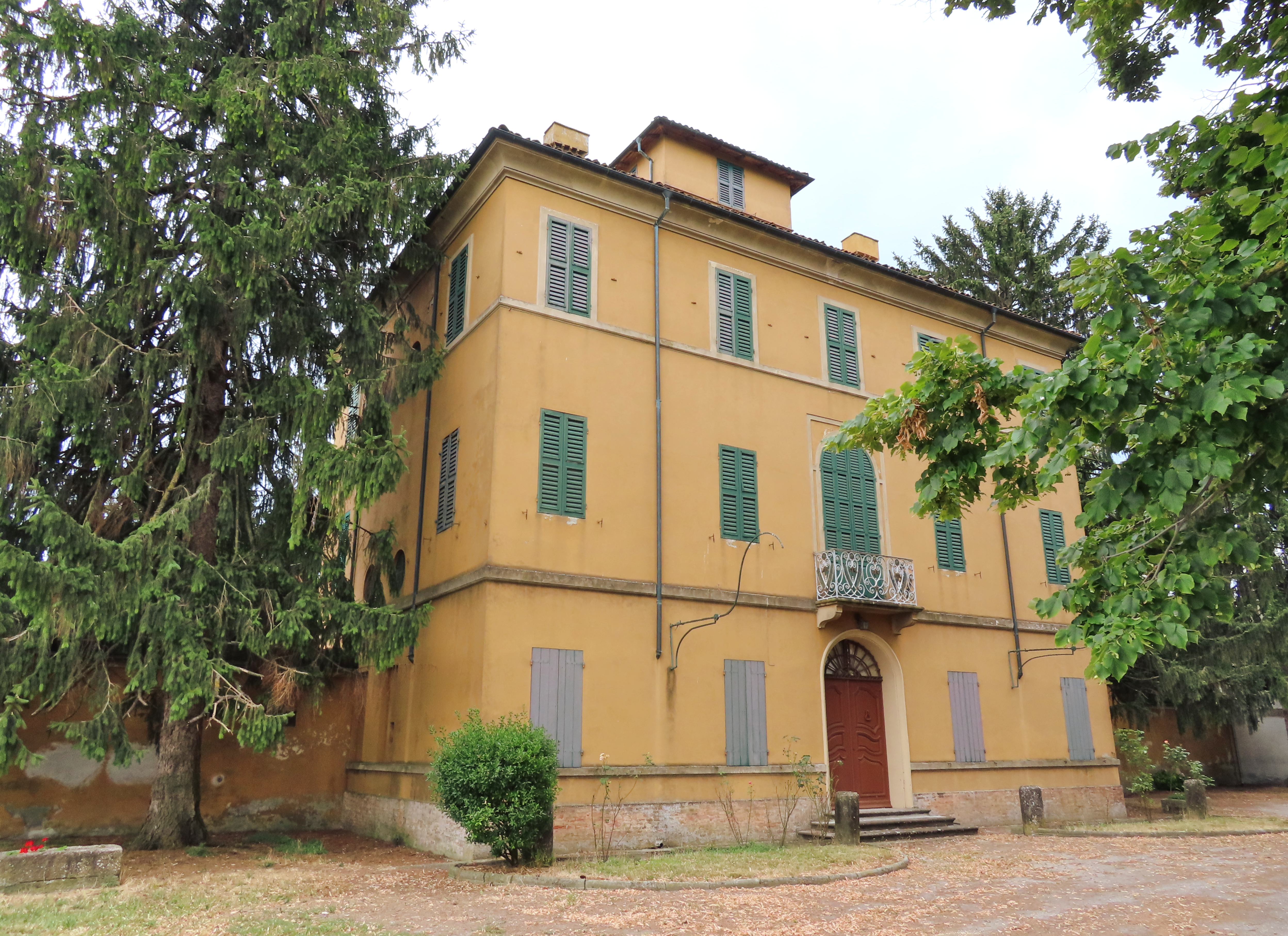
Villa Grasselli

Costruito tra il 1771 e il 1775 unitamente unitamente all'adiacente oratorio della Beata Vergine del Buon Cuore per volere di Ferdinando di Borbone, il Casino di Riserva, progettato da Pietro Cugini e destinato ad accogliere eventuali ospiti del Duca, fu alienato alla famiglia Serventi dopo l'Unità d'Italia del 1860, poi alla famiglia Sacerdoti, indi alla famiglia Bottoli e infine ad Alessandro Grasselli. La villa, sviluppata su una pianta rettangolare, si eleva su tre livelli principali fuori terra; la simmetrica facciata presenta un portale centrale ad arco a tutto sesto, sormontato dal balconcino del piano nobile; a coronamento si erge dal culmine del tetto una torretta; all'interno l'androne passante, l'andito del primo piano e altri ambienti sono decorati sulle volte con affreschi realizzati da Antonio Bresciani, mentre l'ultimo livello è ornato sui soffitti piani con dipinti a chiaroscuro attribuiti a Gaetano Ghidetti.

## Infrastrutture e trasporti
La strada Provinciale 34 Padana orientale lambisce a sud est la frazione di Copermio.

## Cultura

### Tradizioni e folclore
- La fiera delle pesche

Si svolge l'ultima domenica di agosto e venne istituita in occasione dell'inaugurazione del vicino Oratorio della Madonna del buon Cuore dal duca Ferdinando Borbone nel 1772.